# Jolly Roger: Massacre at Cutter's Cove
Pour plus de détails, voir Fiche technique et Distribution.
Jolly Roger : Massacre à Cutter’s Cove est un film américain produit par The Asylum et réalisé par Gary Jones, sorti en 2005. Il met en vedettes dans les rôles principaux Rhett Giles, Tom Nagel, Kristina Korn et Thomas Downey.

## Synopsis
Le pirate maléfique Roger LaForge, mieux connu sous le nom de Jolly Roger, revient d’entre les morts pour tuer les descendants de son équipage qui se sont mutinés contre lui 300 ans plus tôt.

## Distribution
- Rhett Giles : Roger « Jolly Roger » LaForge
- Tom Nagel : Alex Weatherly
- Kristina Korn : Jessie Hendrickson
- Thomas Downey : Chef Mathis
- Kim Little : Détective Lowenstein
- Pamela Munro : la mairesse Judith Bates
- Dean N. Areval : l’adjoint Tanner
- Sergio Samayoa : le député Yee
- Justin Brannock : Tom Torrington
- Megan Lee Ethridge : Sasha
- Hajar Northern : Eve
- Ted Cochran : Phillip
- Conrad Angel Corral : M. Sims
- Spencer Jones : Abernathy
- Amanda Barton : Agnes
- Griff Furst : William Barrows
- Kellie McKuen : Zelda
- Leigh Scott : Ray
- Berna Roberts : Carla
- Carrie Booska : Melinda « Bambi » Cornwell
- Ty Nickelberry : Danny Ray, le videur
- Coleman McClary : Hancock

## Versions
Le film a été sorti en DVD par Mosaic le 28 novembre 2005. En 2007, il est publié par Terra et Timeless Media le 3 avril et le 5 juin respectivement.

## Réception critique
La réception critique du film a été négative.
Dread Central a donné au film une note de 2,5 sur 5, le critique déclarant : « Bien que j’aie apprécié les pitreries de Jolly Roger, aussi légères qu’elles aient pu être parfois, cette fin ne m’a pas laissé vouloir plus ». Michael Helms de Digital Retribution.com a donné au film une critique positive, attribuant au film une note de 4 sur 5 et déclarant : « Bien qu’il y ait eu un peu plus de travail effectué sur Jolly Roger lui-même pour le rendre beaucoup plus fort dans le sens Wishmaster des personnages de franchise d’horreur de second rang, l’essentiel est que ce film livre les biens sanglants ». Rick Blalock de Terror Hook.com a donné au film une note mitigée de 5,5 sur 10, complimentant le gore du film et le montage, mais a critiqué l’intrigue « ringarde » du film et son démarrage lent. Andrew Smith de Popcorn Pictures a attribué au film une note de 4 sur 10, écrivant : « Jolly Roger: Massacre at Cutter’s Cove est assez amusant mais cela aurait pu être un retour beaucoup plus grand au film de slasher des années 1980 si le scénario avait été plus serré et le personnage de Roger pris plus au sérieux. »
Toutes les critiques du film n’étaient pas négatives. Film Threat a donné au film une critique positive, écrivant : « Bien que tout aussi stupide que Death Valley: The Revenge of Bloody Bill, Jolly Roger est beaucoup plus amusant. Et avec une décapitation presque toutes les deux minutes, le réalisateur Jones sait certainement comment faire couler le rouge. »
Jolly Roger: Massacre à Cutter's Cove recueille un score d’audience de 22% sur Rotten Tomatoes.